# Древнеримская философия
Древнери́мская филосо́фия — философия Древнего Рима. Находилась под сильным влиянием древних греков и школ эллинистической философии, однако её философские школы имели и свои уникальные разработки. Интерес к философии был впервые пробужден в Риме в 155 году до нашей эры афинским посольством, состоявшим из академического скептика Карнеада, стоика Диогена Вавилонского и перипатетика Критолая.
В это время Афины пришли в упадок как интеллектуальный центр мысли, в то время как в новых местах, таких как Александрия и Рим, проводились различные философские дискуссии.
Обе ведущие школы права римского периода, сабинианская и прокулианская, черпали свои этические взгляды из чтения стоиков и эпикурейцев соответственно, что позволило конкуренции между мыслями проявиться в новой области римской юриспруденции. Именно в этот период зародилась общая для западной философской литературы традиция комментирования трудов Аристотеля.

## Характеристика
Римская философия включает в себя не только философию, написанную на латыни, но и философию, написанную римскими гражданами на греческом языке. Среди важных ранних латиноязычных писателей – Лукреций, Цицерон и Сенека Младший. Греческий язык был более популярным языком для написания философских статей, настолько, что римский император Марк Аврелий решил написать свои «Послания к самому себе» на греческом языке. Позже, с распространением христианства внутри Римской империи, появилась христианская философия святого Августина Иппонийского. Одним из последних философских писателей древности был Боэций, чьи труды являются главным источником информации о греческой философии в первые века Средневековья.
Хотя философов обычно классифицируют по школам, некоторые философы римского периода придерживались эклектических убеждений, принимая учения более чем одной школы. Сабинянская и прокулейская школы права, две крупнейшие школы юридической мысли римского периода, в значительной степени заимствовали свое понимание этики из стоицизма и эпикурейства соответственно, что снова дало толчок философской мысли влиять на жизнь в римский период.

## История
В то время как юристы и аристократы часто восхищались философией, из императоров выделяется близость Адриана к философии, черта, которая, вероятно, усиливалась его филэллинизмом. Согласно записям, Адриан посещал лекции Эпиктета и Фаворина во время своих поездок по Греции и вложил значительные средства в попытки возродить Афины как культурный центр древнего мира с помощью методов централизованного планирования со своей стороны. Адриан высоко ценил философию, что было необычно для римских императоров, которые часто были безразличны, если не выступали против нее как практики. Эти настроения в пользу философии разделяли также императоры Нерон, Юлиан Отступник и Марк Аврелий – двое последних из них сегодня считаются философами.
Во время автократического правления династии Флавиев группа философов устно и политически протестовала против действий империи, особенно при Домициане и Веспасиане. В результате Веспасиан изгнал из Рима всех философов, кроме Гая Мусония Руфа, хотя и он впоследствии был изгнан. Это событие позже стало известно как Стоическая оппозиция, поскольку большинство протестующих философов были стоиками. Позже, в римский период, стоики стали высоко ценить эту оппозицию; однако термин «стоическая оппозиция» появился только в 19 веке, где он впервые появляется в трудах Гастона Буассье.

## Школы мысли
Академические скептики:
- Цицерон (106—43 до н. э.);
- Фаворин (ок. 80 — ок. 160).

Христиане:

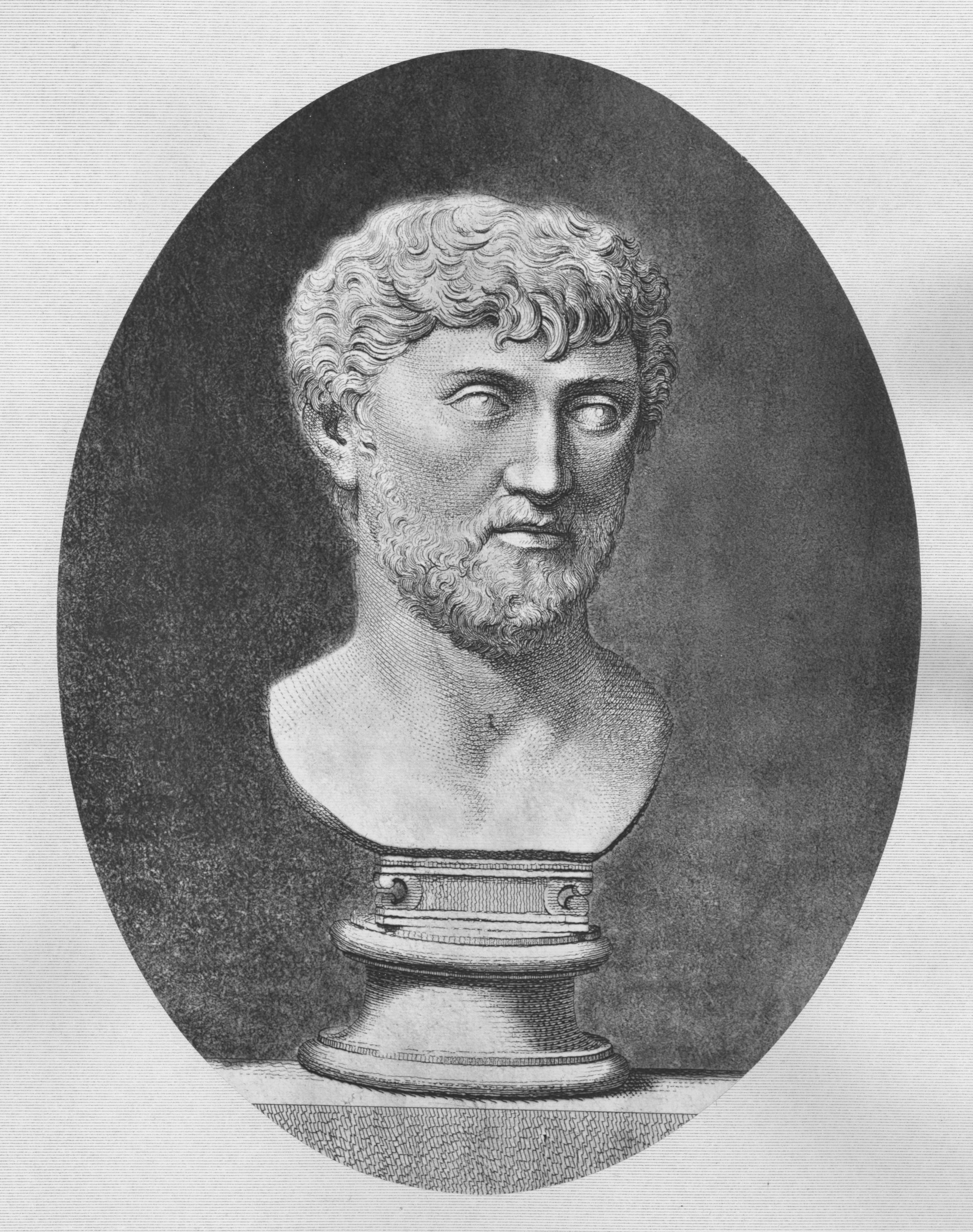
Римский философ-эпикуреец Лукреций

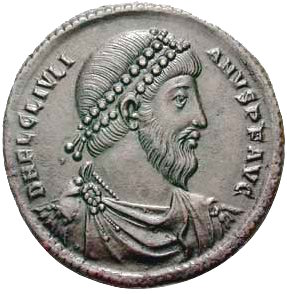
Римский император и философ-неоплатоник Юлиан

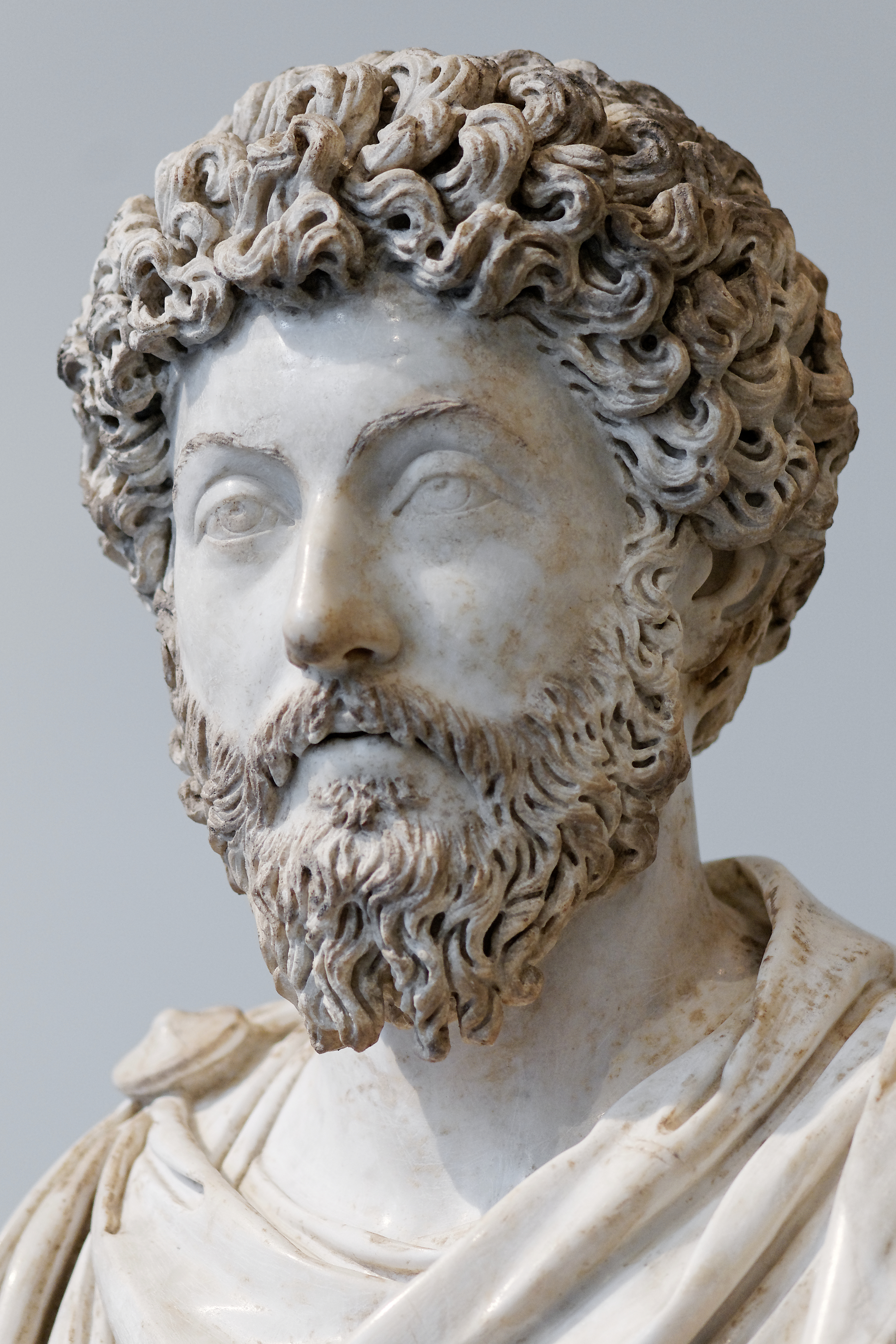
Римский император и стоический философ Марк Аврелий

- Климент Александрийский (150—215);
- Августин Иппонийский (354—430).

Киники — философия киников сохранилась в императорский период и даже стала «модной», хотя её приверженцев критиковали за неполную преданность делу:
- Деметрий Киник.

Эпикурейцы:
- Зенон Сидонский (150—75 до н. э.);
- Алкей и Филиск (150 до н. э.);
- Федр (138—70 до н. э.);
- Гай Амафиний (II—I вв. до н. э.);
- Тит Помпоний Аттик (ок. 110 — 32 до н. э.);
- Филодем (110—50 до н. э.);
- Тит Альбуций (150/145 — после 103 до н. э.);
- Рабирий (100 до н. э.);
- Патрон (70 до н. э.);
- Сирон (50 до н. э.);
- Катий Инсубр (незадолго до 45 до н. э.);
- Лукреций (ок. 99 — ок. 55 до н. э.).

Платоники:
- Алкиной (2-й в.).

Неоплатоники:
- Плотин (205—278);
- Амелий Гентилиан (3-й в.);
- Порфирий (232—304);
- Юлиан Отступник (331—363);
- Ямвлих (242/245 — 325/327);
- Дамаский (458/462 — после 538);
- Симпликий Киликийский (490—560);
- Боэций (472—524).

Неопифагорейцы:
- Квинт Секстий (ум. после 44 до н. э.);
- Сотион (~1-й в.);
- Публий Нигидий Фигул (98—45 до н. э.);
- Секунд Молчаливый (2-й в.);
- Ямвлих (242/245 — 325/327).

Перипатетики:
- Александр Афродисийский (3-й в.).

Пирронисты:
- Феодас Лаодикийский (2-й в.);
- Менодот из Никомидии (2-й в.);
- Секст Эмпирик (2-й в.).

Секстии:
- Сотион (200—170 до н. э.);
- Папирий Фабиан (1-й в.);
- Крассиций Пасикл[исп.] (ум. после 10).

Стоики:
- Публий Рутилий Руф (158—75 до н. э.);
- Луций Элий Стилон Преконин (154—74 до н. э.);
- Диодот Стоик (130—59 до н. э.);
- Марк Вигеллий (125 до н. э.);
- Квинт Луцилий Бальб (II—I вв. до н. э.);
- Луций Луцилий Бальб (II—I вв. до н. э.);
- Антипатр Тирский (100—45 до н. э.);
- Катон Младший (95—46 до н. э.);
- Порция Катонис (70—43 до н. э.);
- Аполлонид (46 до н. э.);
- Квинт Секстий (ум. после 44 до н. э.);
- Сенека Младший (ок. 4 до н. э. — 65);
- Аттал (25 год);
- Папирий Фабиан (30 год);
- Гай Музоний Руф (30—100);
- Эпиктет (55—135);
- Марк Аврелий (121—180).